# Damalis hyalipennis
Damalis hyalipennis là một loài ruồi trong họ Asilidae. Damalis hyalipennis được Macquart miêu tả năm 1846.